# Mihai Vitcu
Mihai Vitcu (n. 24 mai 1945, Ibănești, județul Botoșani) este un fost deputat român în legislatura 1996-2000, ales în județul Suceava pe listele partidului PDSR. Mihai Vitcu a fost membru în grupurile parlamentare de prietenie cu Marele Ducat de Luxemburg, Republica Turcia și Mongolia. 

## Legături externe
- Mihai Vitcu Arhivat în 20 iunie 2024, la Wayback Machine. la cdep.ro